# جو هيرد
جو هيرد (بالإنجليزية: Joe Hurd) (و. 1969  م) هو شخصية أعمال أمريكي، ولد في ذا برونكس، هو عضوٌ في الحزب الديمقراطي الأمريكي.

## التعليم
تعلم في كلية هارفارد للحقوق، وجامعة هارفارد.